# 鏡 (映画)
『鏡』 (ロシア語：ЗЕРКАЛО [Zerkalo]，英語：The Mirror) は、アンドレイ・タルコフスキーが監督した1975年のソ連映画である。作者の自伝的要素の強い映画であるが、また同時にロシアの現代の歴史を独特の手法で描き出した作品でもある。タルコフスキーの作品において、中心をなす代表作である。

## キャスト
- 母マリア/妻ナタリア：マルガリータ・テレホワ
- 父：オレーグ・ヤンコフスキー
- 少年時代の作者（アレクセイ）/現代の作者の息子（イグナート）：イグナート・ダニルツェフ
- 幼年時代の作者：フィリップ・ヤンコフスキー
- 医者：アナトーリー・ソロニーツィン
- 挿入詩朗読：アンドレイ・タルコフスキー
- ナレーション：イノケンティ・スモクトゥノフスキー

## 概説

### オープニング－反響の暗喩
『鏡』は、言語症の少年が回復訓練を受けているTV画面の情景から始まる。女医が話しかけ、少年は吃音でうまく話せない。女医は少年をリラックスさせ暗示を与えつつ、「ぼくは話せます」と言ってごらんなさいと指示する。女医の言葉に合わせて少年が鏡像のように言葉を繰り返したとき、彼はうまく話すことが出来る。そして同時に「鏡」というタイトルが出てくる。
このオープニングはきわめて示唆に富んでおり、ここにタルコフスキーの映画のエッセンスが表現されているとも言える。無意識のなかに確かに存在するが、何かの障害によって意識にうまく再現されない記憶・情景。このような「心の深層」のイマージュが、ある魔術的とも言える手順を通じて、この現在に、鏡に映る像のように再現され意識化される。これがタルコフスキーの映画の基本的な構造でもある。

### フラッシュバックと記憶
映画はそこから一挙に過去にフラッシュバックし、作者 (タルコフスキー) の少年時代に戻る。まだ若かった母が農場の柵に腰掛けている情景が出てくる。医者だと自称する見知らぬ男 (アナトーリー・ソロニーツィン) が現れ、作者の母と意味ありげな謎めいた言葉を交わし、風の吹くなか遠ざかって行く。その過ぎ去って行く医者の姿と共に、作者の父であるアルセニー・タルコフスキーの詩を朗読する声が流れる。
『鏡』は具体的な筋や物語を持っていない。妻との離婚問題に直面し退廃的に精神の絶望に陥って行く作者の「枠物語」はあるが、ふとした言葉や出来事が映画の場面を多様な過去の記憶の情景へと引き込んで行く。現在は過去の記憶に浸透される。
様々な魅力的でもあれば象徴性に富んだ情景が、あるときは田舎の自然として、家のなかの薄暗い情景として、印象的な雪のなかの坂道を登る少年の姿として現れる。映画は歴史ドキュメンタリーの映像を挿入しながら過去と現代を交互に行き来しつつ、記憶の積み重ねとして構成されている。展開して行く映像の場面に、詩人であった父アルセニーの詩を朗読するタルコフスキーの声が重なって行く。

### 個人の記憶とロシアの歴史
過去と現在を往復しながら、作者であるタルコフスキーの記憶が呼び出されると共に、ロシア（旧ソ連）の歴史、過去の時代の政治状況などが描き出されている。祖父の別荘で、夜、納屋が燃えた事件。このとき以来、父は家族から去って行ったのだった。母が印刷所で校正係を務めていたとき、印刷物の校正ミスをしたかと思い、早朝に活版の文字を確認しに出かけた情景。誤植が政治的意味を持つとき、人のいのちにも関わった、スターリン独裁時代のソ連の記憶であった。
作者の部屋で、スペイン人たちが闘牛について話している。ニュース映画の映像が現れ、スペイン内戦時代の様々な情景が流れて行く。またソヴィエト最初の成層圏飛行船の成功を祝う人々の姿が映し出される。印象的な情景が幾つもあるが、そのなかの一つは、「魔術的な存在の消失」とも言える、映像の暗喩である。
一人の老婦人の要望に応え、作者の息子イグナートはプーシキンの書簡の一部を朗読する。それは、タタール（チンギス・ハーンなど）の圧倒的な破壊・暴力に対する防波堤となった、ロシア（ルーシ）のヨーロッパ・キリスト教文明史における存在意義に関する一節であった。婦人は部屋のなかのテーブルに向かい紅茶を飲んでいる。イグナートがわずかの時間席を外して部屋に戻って来ると婦人の姿は消えている。紅茶のカップも消えているが、テーブルの上にはついさっきまでカップが置かれていた痕跡があり、それが見ているなかで、湯気が消えるように見る見る消えて行く。

### 記憶のイマージュの交錯と交響
作者は少年時代、雪のなかの道を歩き、射的場で軍事訓練を受けたことを思い出す。再び、ニュース映像が現れ、濁った川を渡ろうとする兵士たちや、行軍する兵士たちの映像が流れる。ベルリンの陥落とヒットラーの遺体。広島・長崎の原子爆弾のキノコ雲。毛沢東語録を手にした中国人群衆が押し寄せる文化大革命のニュース。中国とソ連の国境紛争であったダマンスキー島事件の情景。そして再び、現在へと時間は戻って来る。
一つの記憶が無意識から呼び出されると、それは別の記憶を更に呼び出し、記憶と記憶が交錯し、それは現在の情景とも交錯して、複雑なこころのイマージュを形造って行く。これは『惑星ソラリス』において、まさに宇宙空間で起こったことであり、歴史大作『アンドレイ・ルブリョフ』は、15世紀のイコン画家の時代と現代のあいだで鳴り響く、歴史と記憶、イマージュの交響音楽とも言える。
タルコフスキー自身は、第二次世界大戦の戦禍のただなかで生まれ少年時代を送った。この経験と記憶が、後に『僕の村は戦場だった (原題：イワンの子供時代，Ivanovo Djetstvo)』の作品イメージの構成に影響を与えているのは自然である。また父アルセニー（オレーグ・ヤンコフスキー）がタルコフスキー母子を、ある意味で見捨てたことも、彼のその後の芸術家としての主題となって来ている。軍服を着た父が少年タルコフスキーを胸に抱くシーンでは、劇的に音楽が高まる。
また映画の後半部でもっとも重い主題となっているのは、母と共に疎開した田舎で、財政的に行き詰まった母が、手持ちの宝石を売って家計の足しにしようと、少年タルコフスキーを伴って、販売交渉に出かける情景である。美しい田園風景の記憶、そして貧しい身なりの少年であった作者が垣間見た、豊かで暖かい家庭。ここにタルコフスキーの映画世界の始源点があると言える。

### エピローグ－そしてはじまり
『鏡』は、父と母がまだ若く、高緯度地方の夏の白夜の夕暮れの中、田園の草のなか寝そべって、これから（の戯れにより）産まれる子は、男の子がいいか女の子がいいかと、未来を語っている傍らを、年老いた母が、まだ少年の作者と妹の手を引いて歩いて行く。大地母神的な「ロシアの母」の本能により、（上記の）来たるべき災厄の時代、夢想家で甲斐性の無い父親から、まだ生まれぬ子等を逃れさせているようにも見える。充足感に浸っている父親の傍らで、癇の鋭い若い母親もその事を垣間見、予感しているショットが入る。 他の男（通りすがりの医師）に心を動かした多情な母、家族の大事な宝物を売り払った母、を捨てて、もはや性の対象ではない安全な老母と、童年時代の美しい記憶に回帰している、という「エディプス・コンプレックス」的解釈もされている。しかし、映画史に残る名場面、宝石を売りに行った家で、ランプの明りに照らされながら、少年アレクセイが鏡を見つめている有名なシーンで、彼は母を許している（彼が許している、というより、鏡に映った自己の姿・深奥を観照するなかに、「神の赦し、彼らの営みを見守る神、が顕現している。」）という、時空の秩序を越えた情景のなかでクライマックスを迎える。
かつて火事を見たとき、燃える納屋の傍らにあった井戸が、枠組みの木材が虫に蚕食されている。燦然とした光のなかで、草と花のなかで、朽ち果てた過去を背後に記憶が出会い別れ、そして新しい未来へと進んで行く。

## 記憶と現在－永遠と鏡像
タルコフスキーにとって、過去は記憶のなかに存在する現在であり、現在それ自身も、過去の記憶のイマージュの一つの複合である。このようにしてうつろい行く記憶のなかに「永遠」が存在している。タルコフスキー自身は「永遠」という言葉は使わないが、変わることのない何かが存在しているのであり、それは「鏡」に映る像のなかにその存在の証明を持っている。
『鏡』のなかで、父アルセニーの詩を繰り返し朗読するのは、作者タルコフスキーであるが、父と作者は鏡を通じて、互いに像となっている。母マリアと妻ナタリア（同じ俳優が演じている）も鏡像関係にあり、更に作者と息子イグナート（少年時代の作者とイグナートは同じ俳優である）も互いに鏡像となる。
タルコフスキーの「水」を中心とした自然描写の映像美は魔術的であるが、実は彼の映画の思想そのものが魔術的だと言える。遺作となった映画『サクリファイス (原題：Offret/Sacrificatio)』においては、この「存在の魔術」が、具体的に描かれることになる。
作中挿入音楽
ヨハン・ゼバスティアン・バッハ 『オルガンのためのプレリュード』，『ヨハネ受難曲』 断章
ジョヴァンニ・バッティスタ・ペルゴレージ 『スターバト・マーテル』 断章
ヘンリー・パーセル 『弦楽組曲』
テーマ音楽作曲：エドゥアルド・アルテミエフ

## 参考資料
- 『鏡』　EQUIPE DE CINEMA No.40 (C) 1980年6月14日　岩波ホール発行
- 『追悼タルコフスキー』　1987年8月4日/1989年3月18日第2刷　(C) 株式会社日本海・井原和夫発行